# Johann Hieronymus Schröter
Pour les articles homonymes, voir Schröter.
Johann Hieronymus Schröter (30 août 1745, Erfurt - 29 août 1816, Lilienthal) est un astronome allemand.

## Travaux
Grâce à son télescope de Newton de 152 mm de diamètre et des grossissements de 134x161, il réalise des dessins sur les caractéristiques de Mars, bien que curieusement il était convaincu que ce qu'il voyait relevait de phénomènes météorologiques ou pouvait être des sélénites. En 1791, il publie une étude sur la topographie sur la surface de la Lune, Selenotopographische Fragmente zur genauern Kenntniss der Mondfläche. En 1793, il est le premier à noter une anomalie sur Vénus, aujourd'hui connue comme effet Schröter, où les phases de la planète apparaissent concaves.
Le cratère lunaire Schröter (en), le cratère martien Schroeter, Vallis Schröteri (vallée de Schröter) sur la Lune et l'astéroïde (3707) Schröter sont nommés d'après lui.

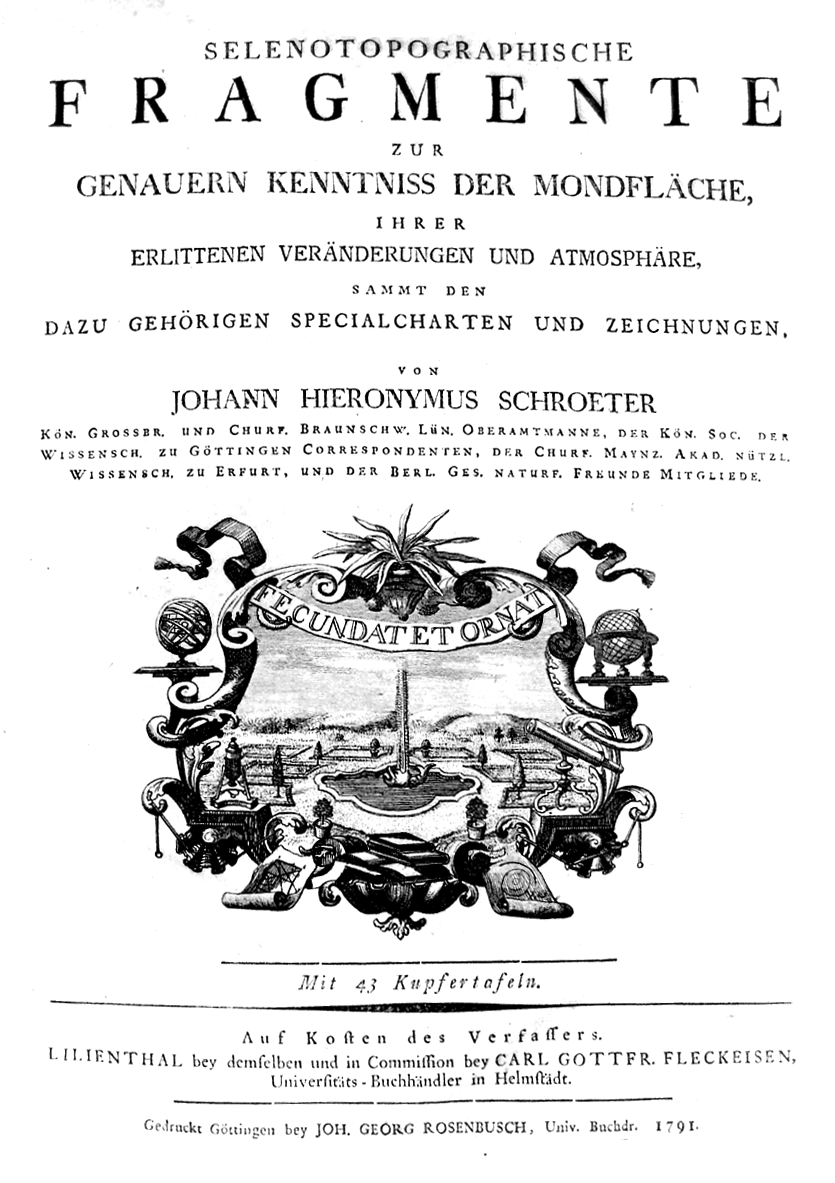
Couverture de Selenetopographische Fragmente